# ناسائو
ناسائو پایتخت و بزرگترین شهر و همچنین مرکز اقتصادی و بندری کشور باهاما در آمریکای مرکزی می‌باشد.

## جمعیت
شهر ناسائو براساس سرشماری سال ۲۰۰۸ حدود۲۶۰،۰۰۰ نفر جمعیت داشته‌است که در واقع ۸۰ درصد از کل جمعیت ۳۳۰،۰۰۰ نفری کشور باهاما را در برگرفته‌است.

## موقعیت جغرافیایی
این شهر بندری بر روی جزیره نیو پروویدنس قرار گرفته‌است. آب و هوای گرم ومرطوب استوایی و همچنین زیبایی‌های طبیعی فراوان گردشگران زیادی را به ناسائو می‌کشاند.

## راه‌های ارتباطی
فرودگاه بین‌المللی لیندن پیندلینگ در ۱۶ کیلومتری غرب ناسائو قرار دارد. همچنین ناسائو دارای بندر بسیار فعالی می‌باشد که ارتباط پایتخت را با سایر جزیره‌های دور و نزدیک کشور و نیز کشورهای جزیرهای همسایهٔ باهاما برقرار می‌سازد.

## تقسیمات اداری
شهر ناسائو و در واقع تمامی جزیره نیوپروویدنس به عنوان یک ناحیه فدرال و مستقل از سایر ایالت‌های باهاما به صورت مستقیم توسط دولت مرکزی باهاما اداره می‌شود.